# بيل هوبز (لاعب كرة قدم أمريكية)
بيل هوبز (بالإنجليزية: Bill Hobbs)‏ هو لاعب كرة قدم أمريكية أمريكي، ولد في 18 سبتمبر 1946 في ماونت بليزانت في الولايات المتحدة، وتوفي في 21 أغسطس 2004.

## وصلات خارجية
- بيل هوبز على موقع مرجع كرة القدم المحترفة.كوم (الإنجليزية)